# Информационное агентство

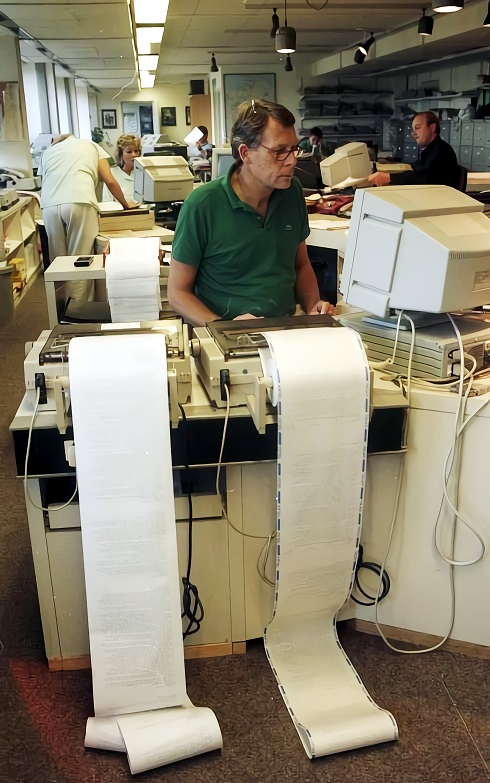
Офис агентства Reuters в Бонне, 1988 год

Информационное агентство — специализированное информационное предприятие (организация, служба, центр), обслуживающее СМИ. Его основная функция — снабжать оперативной политической, экономической, социальной, культурной информацией редакции газет, журналов, телевидения, радиовещания, а также другие учреждения, организации, частных лиц, являющихся подписчиками на его продукцию. Функционирование агентства ориентировано на сбор новостей.

## Описание
Информационные агентства могут охватывать весьма обширный спектр услуг по сбору, созданию, предоставлению и обработке информации. Виды и сфера предоставляемых услуг зачастую определяются размерами агентства (количество корреспондентов, редакций, представительств) и политикой руководства. Чаще всего агентство состоит из сети редакций и корреспондентов по стране и за рубежом.
Редакции могут работать как независимо, предоставляя свои услуги на местах, так и под руководством главной редакции, где собирается информация для более широкого круга потребителей. Информация распространяется как посредством собственных структур (сайт, периодические издания, телевизионный канал и т. д.), так и при помощи партнёров.
В структуру агентства могут входить фотостудии, архивы, отделы по созданию веб и аудиовизуальной продукции, аналитические отделы, PR-отделы и т. д., услугами которых также могут пользоваться клиенты информационного агентства
В Российской Федерации, в соответствии с Законом Российской Федерации «О средствах массовой информации» в отношении информационных агентств на них одновременно распространяются статус редакции, издателя, распространителя и правовой режим средства массовой информации.

## История
Появление в 1830-е годы электрического телеграфа дало издателям газет возможности более оперативного сбора, передачи и распространения сообщений. Первым в мире информационным агентством стало основанное в Париже в 1835 году Шарлем-Луи Гавасом агентство «Гавас». В 1849 году в Берлине Бернхардом Вольфом было основано «Телеграфное бюро Вольфа», в 1851 в Лондоне Паулем Рейтером было основано агентство «Рейтер»  В 1870 году они заключили договор о разделе сфер влияния в мире: «Рейтер» получил право собирать и распространять информацию на территории Британской империи и на Дальнем Востоке, «Телеграфное бюро Вольфа» — в Австро-Венгрии, скандинавских странах и в Российской империи, а «Гавас» — во Франции, Португалии, Италии и Латинской Америке.
В США в 1846 году для совместного получения информации с театра военных действий американо-мексиканской войны шестью крупнейшими газетами Нью-Йорка было создано агентство «Ассошиэйтед пресс», однако Гражданская война в США и конкурентная борьба на американском информационном рынке задержали выход этого агентства на мировой рынок до конца Первой мировой войны. В 1902 году в России было создано государственное Торгово-телеграфное агентство.
После Второй мировой войны «Телеграфное бюро Вольфа» и «Гавас» ушли с рынка новостей. «Холодная война» потребовала создания новых информационных агентств, одним из них стало Информационное агентство США (ЮСИА), основанное в 1953 году по решению Конгресса США. На рубеже 1950—1960-х годов крупнейшим мировым агентством стало советское ТАСС, в 1961 году в СССР было создано также Агентство печати «Новости».
До распространения Интернета информационные агентства лишь снабжали газеты, журналы, телевидение и радио хроникой и официальными сообщениями. Появление Интернета изменило ситуацию: теперь, как правило, именно сообщения информагентств в первую очередь доходят до потребителей, после чего создается так называемый «информационный шлейф» в других СМИ.